# Karpi
Karpi (latinski: Carpi, grčki: Καρπιανοί, Καρποι) je naziv za narod koji je između 2. i 4. stoljeća živio s druge strane donjeg toka Dunava (u današnjoj istočnoj Rumunjskoj i bio poznat po sukobima s Rimskim Carstvom. Živjeli su u planinskom masivu Karpata uz Bastarne i Kostoboce kao dio saveza dačkih i sarmatskih plemena koje se nalazilo na granici izvan Rimskog carstva. Prvi put ih je spominjao Klaudije Ptolomej oko 140. Oko sto godina kasnije, u doba krize 3. stoljeća bili su među najupornijim rimskim neprijateljima i vršili su niz razornih upada u rimske teritorije na Balkanu. Situacija se stabilizirala tek iza 270. kada su rimski carevi uspjeli pacificirati Karpe, a dio njih preseliti u rimske teritorije Panonije. Car Galerije naselio ih je 295. uz lijevu obalu Drave. Preostali Karpi su se u 4. stoljeću najvjerojatnije asimilirali u Gote.
Tvrdnje o istovjetnosti Karpa s Hrvatima ne mogu se znanstveno potkrijepiti.